# Marjanopil (hromada Nowoukrajinka)
Marjanopil (ukr. Мар'янопіль) – wieś na Ukrainie, w obwodzie kirowohradzkim, w rejonie nowoukraińskim, w hromadzie Nowoukrajinka. W 2001 liczyła 228 mieszkańców.